# Сергеева, Ирэна Андреевна
Ирэна Андреевна Сергеева (род. 2 октября 1936, Ленинград) — русская советская писательница, прозаик, поэтесса, переводчица и критик. Член Союза писателей СССР (с 1976 года).  Член Высшего творческого совета и секретарь Правления Союза писателей России (с 1994 года).

## Биография
Родилась 2 октября 1936 года в Ленинграде.
С 1954 по 1977 года работала в различных библиотеках Ленинграда, в том числе в Российской публичной библиотеке имени М. Е. Салтыкова-Щедрина в должностях библиотекаря и библиографа. Одновременно с трудовой деятельностью окончила заочное отделение 
Ленинградского государственного библиотечного института имени Н. К. Крупской. В 1977 по 1991 год в должности литературного консультанта работала в литературном журнале  «Звезда».
Член Союза писателей СССР с 1976 года. Член Высшего творческого совета и секретарь Союза писателей России, была председателем секции поэзии и членом правления Союза писателей Санкт-Петербурга. С 1957 по 1960 год являлась членом литературного объединения «Нарвская застава» под руководством Николая Новосёлова. С 1960 года из под пера поэтессы вышли первые поэтические произведения, отмеченные писателем Вадимом Шефнером, опубликованные в журнале «Смена». В 1965 была участницей конференции молодых авторов на семинаре поэта  Всеволода Рождественского. В 1973 году вышел первый поэтический сборник «Гость» вышедший в издательстве «Советский писатель». В дальнейшем из под пера писателя вышли такие сборники как: «Гость» (1973), «Ветер в городе» (1980), «На перекрестке соловьиных песен» (1985), «Мосты над водами» (1991)», Одолень — трава» (1996), «Поцелуев мост» (2002), «Господь пасет мя» (2005), «Чтобы душа не молчала» (2011), «Любимые приходят через годы» (2013). Произведения поэтессы издавались в таких издательствах как:  «Советский писатель», «Лениздат», «Художественная литература», «Молодая гвардия» и печатались в таких литературных журналах как: «Нева», «Молодая гвардия», «Звезда», «Аврора», «Огонёк», «Смена», «Дніпро» и «Радуга».
В 1978 году в роли автора и исполнительницы песен снялась в фильме «Поздняя встреча» режиссёра Владимира Шределя, снятого на Свердловской киностудии по заказу Гостелерадио СССР, исполняла песни на свои стихи «По вечерам у нас играют и поют…» и «Когда на улицах темно…».
Пародию на стихотворение Сергеевой
Если долго за нами следить,
если наш разговор записать,
то обоих нас надо судить,
но меня за любовь оправдать.
написал Александр Иванов
           <…>
Обрекут нас, дабы проучить,
ты и я будем вместе страдать:
я – пожизненно в рифму строчить,
ты – пожизненно это читать…
В 2022 году подписала письмо в поддержку российского военного вторжения на Украину.

## Награды
- Медаль Пушкина (2018) — за большой вклад в развитие отечественной культуры и искусства, многолетнюю плодотворную деятельность[9]

### Премии
- Лауреат Всероссийской литературной премии «Традиция» СПР (1996) — за книги «Одолень-трава» и «Горюч камень»[4]
- Лауреат Всероссийской литературной премии имени Н. А. Заболоцкого (2006) — за книгу «Цвет памяти»[4]
- Лауреат Всероссийской литературной премии имени Александра Невского (2012) — за вклад в православную поэзию[4]
- Премия имени Александра Прокофьева «Ладога» в области поэзии в 2015 году в номинации «Областная» (21 декабря 2015) — за книгу «Любимые проходят через годы»